# Nagurskaja

i7
i11
i13
Nagurskaja (russisch Нагурская, ehemals Nagurskoje, russ. Нагурское) ist die nördlichste Militärbasis Russlands. Sie befindet sich im Norden der Insel Alexandraland des Franz-Josef-Lands im Nordpolarmeer.
Nagurskaja ist der einzige bewohnte Ort auf der Insel. Die Station besteht aus einem großen Gebäudekomplex mit Kasernengebäuden, Lagerhäusern, Garagen, einem Flughafen und einer kleinen Holzkirche.

## Lage
Nagurskaja befindet sich im äußersten Nordosten der 1051 km² großen Insel Alexandraland. Diese liegt im Westen der Inselgruppe Franz-Josef-Land im Nordpolarmeer und gehört administrativ zur Oblast Archangelsk. Die Station liegt 18 Meter über dem Meeresspiegel und ist 1000 km nördlich von der nächstgelegenen russischen Festlandküste entfernt.

## Klima
Das Klima um Nagurskaja ist arktisch rau mit langen strengen Wintern. Die Sommer sind sehr kurz, kalt und feucht. Die mittlere Jahrestemperatur beträgt −11,8 °C. Der wärmste Monat ist mit einer Durchschnittstemperatur von +0,9 °C der Juli. Der kälteste Monat ist mit −23 °C der März. Das Temperaturmaximum liegt bei +13 °C, das Temperaturminimum bei −54 °C. Während des Jahres fallen im Durchschnitt 295 mm Niederschlag. Der Wind weht vorwiegend aus südlicher Richtung mit durchschnittlich 5,6 Metern pro Sekunde. Von Mitte September bis Mitte Juli ist die Insel von einer Schneedecke bedeckt. Auf Grund seiner Lage mehr als 1500 km nördlich des Polarkreises, scheint in Nagorskaja vom 11. April bis 30. August die Mitternachtssonne. Im Winter dauert die Polarnacht entsprechend für mehrere Monate an.

## Geschichte
Während des Zweiten Weltkrieges wurde auf der Insel im September 1943 erstmals von den Deutschen eine geheime Wetterwarte aufgebaut. Diese Wetterstation Schatzgräber genannte Station musste allerdings im Juli 1944 evakuiert werden, nachdem fast die gesamte Besatzung an Trichinellose erkrankt war. Erst 1990 gelang es, die damals verlegten Minen zu entschärfen.
Nach dem Ende des Zweiten Weltkrieges entstand 1947 auf Alexandraland das sowjetische Flugfeld Nagurskoje, das nach dem russisch-polnischen Piloten Jan Nagórski benannt wurde, der 1914 die ersten Motorflüge in der Arktis durchführte, als er auf der Suche nach den verschollenen Nordpolexpeditionen Sedows, Brussilows und Russanows von Nowaja Semlja aus startend in Richtung Franz-Josef-Land flog. Anfang der 1960er Jahre wurde in der Nähe des Flugplatzes eine Siedlung gegründet. Hier entstand eine Polarstation mit dem Namen Nagurskaja. In den 1980er Jahren befanden sich neben Grenzsoldaten auch Meteorologen, Zoologen, Geologen und je eine Abteilung der Luftabwehr sowie der sowjetischen Marine auf der Station.
Im Jahr 1997 wurde die hydrometeorologische Wetterstation geschlossen. Nach dem Wiederaufleben des russischen Interesses an der Erschließung der Arktis wurde 2004 auf der Station ein Denkmal eingeweiht, welches ein Zeichen für die Schaffung der ersten russischen Basis für die Aneignung der Arktis im 21. Jahrhundert darstellen soll. In der Folgezeit kam es zum weiteren Ausbau der Station. Im September 2008 fand in der Basis eine Konferenz des russischen Sicherheitsrates statt. Das Treffen, bei dem neben dem Chef des Sicherheitsrates Nikolai Patruschew unter anderem der Verteidigungsminister Anatoli Serdjukow sowie der Verkehrsminister Igor Lewitin anwesend waren, hatte die Nutzung der Arktis als zukünftige strategische Rohstoffbasis zum Inhalt. Im Jahr 2009 wurde die Station von etwa 50 Personen bewohnt, darunter Soldaten, Wissenschaftler und Meteorologen. Die Mitarbeiter sind allesamt dem russischen Geheimdienst FSB unterstellt.
Nach drei Jahren Bauzeit wurde 2017 ein neuer Gebäudekomplex fertiggestellt. Der vier- bis fünfstöckige und dreiarmige Komplex ist 14.000 Quadratmeter groß und kann bis zu 150 Soldaten der Nordflotte beherbergen und über einen Zeitraum von eineinhalb Jahren autonom versorgen. Der Ausbau des Fliegerhorsts für nuklearfähige Kampfflugzeuge wurde im Jahr 2019 fertiggestellt.

### Zwischenfälle
- Am 2. Juli 1955 landete eine sowjetische Iljuschin Il-12 bei starkem Nebel und nach mehreren Landeversuchen an einer Stelle, die nicht vom Schnee befreit wurde. Das linke Hauptfahrwerk brach und das Flugzeug wurde irreparabel beschädigt.

- Am 5. Mai 1988 verursachten Scherwinde die Bruchlandung einer sowjetischen Antonow An-26, die dabei zerstört wurde.

- Am 23. Dezember 1996 brach bei der Landung einer russischen Antonow An-72 bei schlechtem Wetter das Fahrwerk und das Flugzeug wurde irreparabel beschädigt. Drei der 24 Besatzungsmitglieder erlitten schwere Verletzungen.[9]

## Galerie

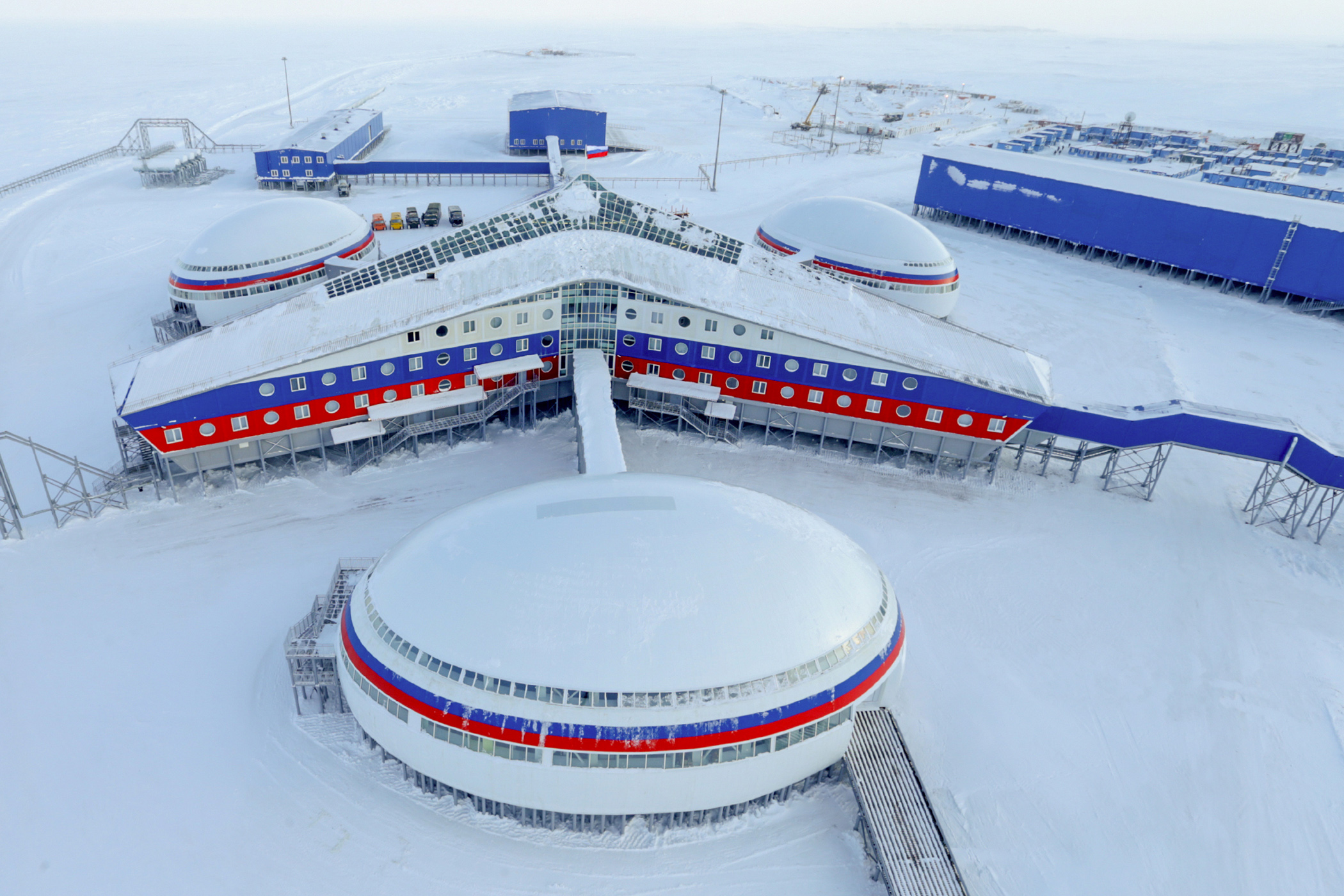
Der Hauptgebäudekomplex
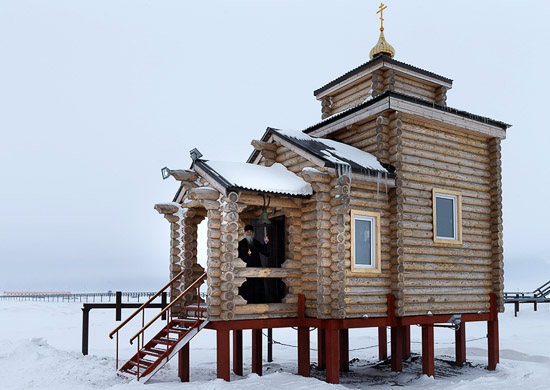
Die nördlichste orthodoxe Kirche der Welt
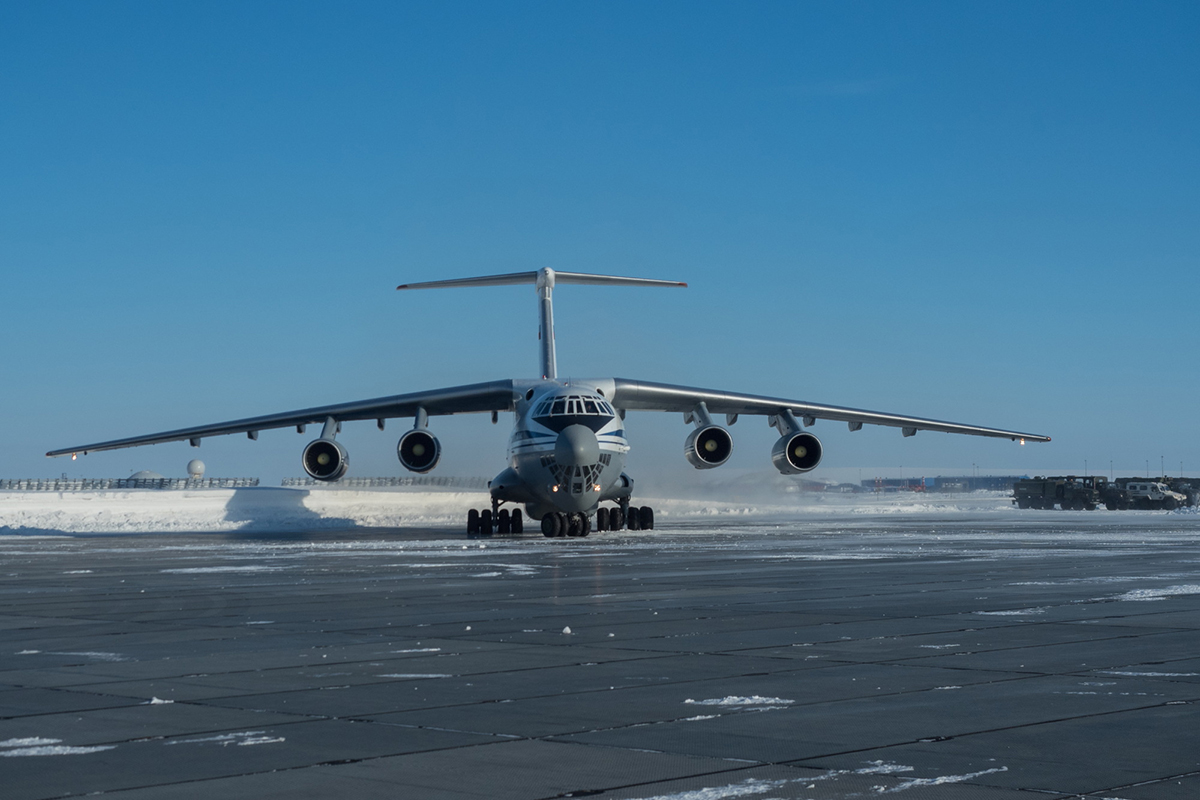
Der Flugplatz in Betrieb
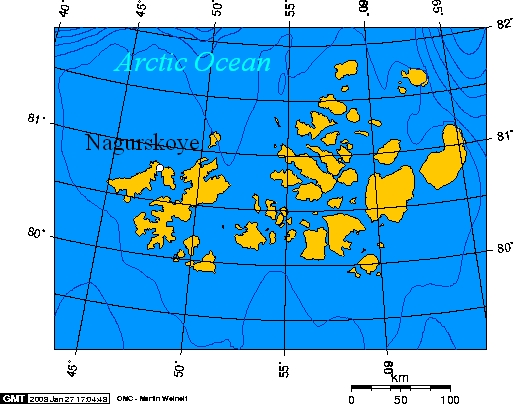
Lage von Nagurskaja auf den Franz-Josef-Inseln